# روني إلينبلوم
روني إلينبلوم (بالعبرية: רוני אלנבלום‏)‏ (21 يونيو 1952 - 7 يناير 2021) جغرافي، ومؤرخ من إسرائيل.